# 1710 w literaturze
Wydarzenia literackie w 1710 roku.

## Wydarzenia
- W Paryżu w budynku l’hôtel de Nevers, markiza de Lambert otwiera swój salon literacki.

## Nowe książki
- George Berkeley Traktat o zasadach poznania ludzkiego  (Treatise Concerning the Principles of Human Knowledge)
- Thomas Baker - Reflections on Learning, showing the Insufficiency thereof in its several particulars, in order to evince the usefulness and necessity of Revelation (tom 2)
- Lady Mary Chudleigh - Essays Upon Several Occasions
- George Hickes - Collection of Controversial Letters
- Gottfried Wilhelm Leibniz - Teodycea (właściwie: Essais de Théodicée sur la bonté de Dieu, la liberté de l'homme et l'origine du mal - "Teodycea o dobroci Boga, wolności człowieka i pochodzeniu zła"). (napisana już w roku 1696 lecz wydana teraz).
- Cotton Mather - Bonifacius: Essays To Do Good
- Jonathan Swift - Journal to Stella
- Christian Wolff - Anfangsgründe aller mathematischen Wissenschaften
- François Fénelon - Mémoire sur la situation deplorable de la France